# Pierre Pappacarbone
Pour les articles homonymes, voir Saint Pierre.
Pierre Pappacarbone ou Pierre de Cava, né à Salerne en 1038 et mort le 4 mars 1123 à l'abbaye de Cava, est un religieux catholique italien du Moyen Âge, vénéré comme un saint par l'Église catholique est dans les mémoires comme l'abbé 3e de l'abbaye de Cava de' Tirreni.
Issu de la famille lombarde des Pappacorboni de Salerne, il fut moine à l'abbaye de Cluny, évêque de Policastro puis troisième abbé de Cava, une abbaye fondée par son oncle Alferio Pappacarbone.
Il est localement célébré comme saint catholique le 4 mars.

## Éléments biographiques
Devenu moine à l'Abbaye de Cava, il suit les traces de son oncle et se rend à l'abbaye de Cluny où il demeure cinq années. De retour en Campanie, il est nommé évêque de Policastro grâce au soutien du prince de Salerne Gisolf II mais renonce à sa charge après quelques années pour rejoindre l'abbaye de Cava où il tente d'imposer la réforme clunisienne, d'abord infructueusement, ce qui le contraint à se retirer. Rappelé à sa charge, il dirige l'abbaye pendant plusieurs décennies, contribuant à la diffusion de la réforme clunisienne dans tout le sud de l'Italie.
Il est l'auteur du Commentaire sur le livre des rois que l'on a très longtemps cru l'œuvre de Grégoire le Grand.

## Vénération
Les quatre premiers abbés de Cava - Alferio Pappacarbone, Léon Ier de Cava, Pierre Pappacarbone et Costabile Gentilcore (Alferius, Leo, Petrus et Constabilis) - ont été officiellement reconnus comme des saints en 1893 par le pape Léon XIII.

## Sources partielles
- Vies des pères des martyrs et des autres principaux saints, tirées des actes originaux et des monuments les plus authentiques, vol.3, éd. Vanlinthout et Vandenzande, 1828, pp. 352-355